# 塔斯卡洛拉人
塔斯卡洛拉人（英語：Tuscarora；塔斯卡洛拉語：Skarù:ręˀ，意為麻收集者或穿襯衫者），又譯為圖斯卡羅拉人，為北美洲東部的印地安人，以擅長使用麻製作纖維和藥物著稱。
塔斯卡洛拉語屬於易洛魁語系的北易洛魁語族，而塔斯卡洛拉文字則是後來利用羅馬字母拼音而成。根據語言比較，居住在維吉尼亞州東部和北卡羅來納州的塔斯卡洛拉人、諾特威人和梅赫林人等易洛魁語系族群的祖先，是在公元前420年至公元80年之間從北部分支中分離出來的。
在歐洲人到達北美洲之前，塔斯卡洛拉人主要居住在今北卡羅來納州東部。他們沿著洛亞諾克河、帕姆利科河-塔爾河、紐斯河等流域居住。18世紀的塔斯卡洛拉戰爭結束後，倖存的南塔斯卡洛拉人往北遷移到五大湖區附近，並於西元1722年加入了易洛魁聯盟。塔斯卡洛拉人現今主要居住在美國纽约州西部、賓夕法尼亞州和加拿大的安大略省的東南部。

## 歷史

### 早期歷史
依據弗洛伊德·朗恩斯伯里的年代學推估，切諾基人和北易洛魁人由共同祖傳語言分離的時間大約在公元前1822年至公元前1522年之間。這暗示著古易洛魁人分布在阿巴拉契亞山脈沿線某個地方的位置，隨後分為至少兩大族群，其中一個族群最終居住在山脈的東北方（五大湖區），另一個族群居住在山脈的的東南方；亦或古易洛魁人起源於其他地方，例如中西部或大西洋沿岸，至少分為兩大族群，其中一個族群最終遷移並居住在山脈的 
（東）南方，另一族群最終遷移到山脈的東北方。
塔斯卡洛拉人屬於居住阿巴拉契亞山脈東南方族群中的一支，他們使用的塔斯卡洛拉語如今歸類到於易洛魁語系的北易洛魁語族，而塔斯卡洛拉文字則是後來利用羅馬字母拼音而成。根據語言比較，居住在維吉尼亞州東部和北卡羅來納州的塔斯卡洛拉人、諾特威人和梅赫林人等易洛魁語系族群的祖先，是在公元前420年至公元80年之間從北部分支中分離出來的。
在歐洲人到達北美洲之前，塔斯卡洛拉人主要居住在今北卡羅來納州東部。他們沿著洛亞諾克河、帕姆利科河-塔爾河、紐斯河等流域居住。

### 塔斯卡洛拉戰爭
在17世紀末到18世紀初，根據歐洲殖民者的統計，塔斯卡洛拉人有兩個分支，分別是：北塔斯卡洛拉與南塔斯卡洛拉，北塔斯卡洛拉的酋長為湯姆·布朗特，南塔斯卡洛拉的酋長為漢考克（Hancock），而根據估計，在西元1708-1710年的塔斯卡洛拉戰士有1200-2000人，而歷史學家認為他們的總人口可能為上述人口的三至四倍。
湯姆·布倫特酋長統治的區域大約是洛亞諾克河的今北卡羅萊納州伯蒂郡一帶，而漢考克酋長統治的區域則是帕姆利科河南部接近今新伯恩一帶。湯姆·布倫特酋長和當時英國的布朗特家族（Blount family，是當時在伯蒂郡的英國殖民者）建立良好的關係，兩方相處融洽。
相較之下，漢考克酋長則面臨眾多殖民者侵犯他統治的土地。殖民者掠奪他的村落、綁架村落的人並且把這些人當成奴隸販賣。有些塔斯卡洛拉人被運送到賓夕法尼亞州販賣。此外，不管是北塔斯卡洛拉人還是南塔斯卡洛拉人都因感染歐洲人帶來的傳染性疾病而造成大量的人口損失。同時，雙方也都遭到歐洲殖民者侵犯其土地。1711年，漢考克酋長認為他必須發起戰爭來反擊這些殖民者，但湯姆·布倫特酋長並沒有加入這場戰役。
南塔斯卡洛拉人與帕姆利科人、柯泰奇尼人（Cothechney）、柯里人（當時分布在今日紐斯河的南部的一個小部落）、馬特馬斯基特人（Mattamuskeet）、馬查彭加人等部落合作，準備在短時間內攻擊廣泛區域的殖民者。他們的目的主要在反擊在洛阿諾克河、紐斯河與其支流特倫特河及巴斯城附近的殖民者。他們在1711年9月22日發動戰爭，史稱塔斯卡洛拉戰爭。該印地安人聯盟殺了上百個殖民者，其中包含幾個殖民者中重要的政治人物，像是約翰·勞森。
當時的州長愛德華·海德召集北卡羅萊納州的軍隊，並接受南卡羅來納州軍隊的協助，後者包含600個民兵及360個由約翰·巴恩韋爾上校（Col. Barnwell）率領的印地安同盟軍。1712年，這支軍隊攻擊南塔斯卡洛拉及其他在克雷文郡紐斯河河岸的其他部落。塔斯卡洛拉人被擊敗且被屠殺，許多人被俘虜，多數為婦女及兒童。他們最後被當成奴隸販賣，多數被運送到英國的殖民地加勒比地區，所以他們無法逃脫。

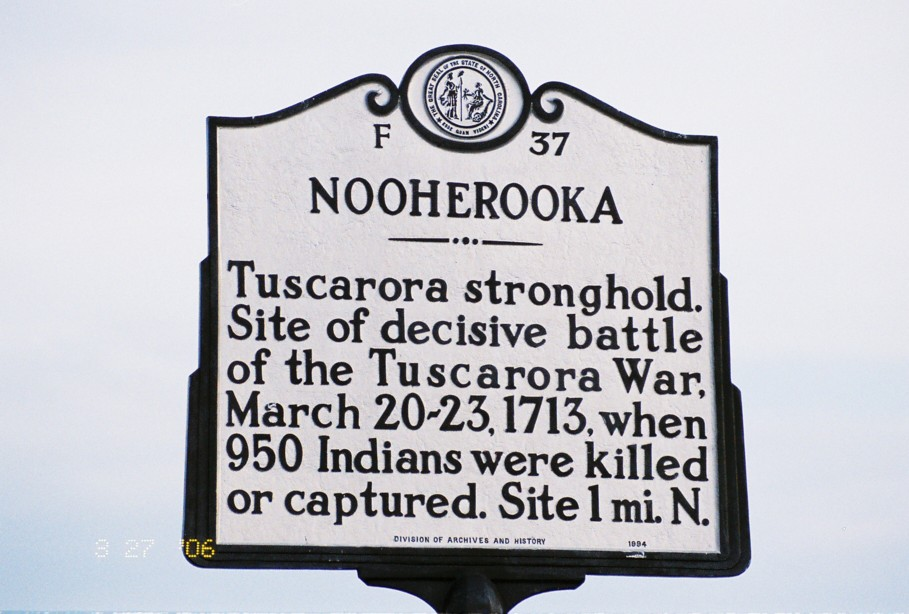
紐赫洛卡要塞歷史紀念碑

當時英國給了湯姆·布倫特酋長統治整個塔斯卡洛拉部落的權力，條件是湯姆·布倫特酋長必須幫忙打敗漢考克酋長，而湯姆·布倫特酋長也成功地抓到了漢考克酋長，後者在同年被北卡羅萊納州政府處決。1713年3月1日，南塔斯卡洛拉人在紐赫洛卡要塞被圍困。3月25日，南塔斯卡洛拉人失去紐赫洛卡，被殺及被俘虜的人數超過一千人。這些俘虜被穆爾上校（Colonel Moore）和他的南卡羅來納州的軍隊（軍隊成員包含33個白人男性以及超過900個美國印地安同盟軍，後者大部分是雅瑪西人和切諾基人，他們皆為塔斯卡洛拉人歷史上的競爭對手）賣去加勒比海地區及新英格蘭。

### 戰後大遷移
塔斯卡洛拉戰爭結束後，大部分倖存的塔斯卡洛拉人為了逃離北卡羅萊納州的殖民者而移居到紐約州。1722年，他們的領導者宣布依然留在南方的塔斯卡洛拉人不再是部落的成員；同時，塔斯卡洛拉人也在這年加入了易洛魁聯盟，成為該聯盟的第六個部落。
而其餘的塔斯卡洛拉人在1718年6月與殖民者簽署了一份協議，這份協議賦予塔斯卡洛拉人位在洛阿諾克河的一大片土地（在今日的伯蒂郡）。這片土地是湯姆·布朗特酋長佔領的地方，面積大約為56000英畝（227平方公里）；湯姆·布朗特酋長被北卡羅來納州的立法機關認定為「湯姆·布朗特國王」。未遷去紐約州的南塔斯卡洛拉人被迫從帕姆利科河附近移居到伯蒂郡。

## 民族分佈、人口與語言

### 民族分布

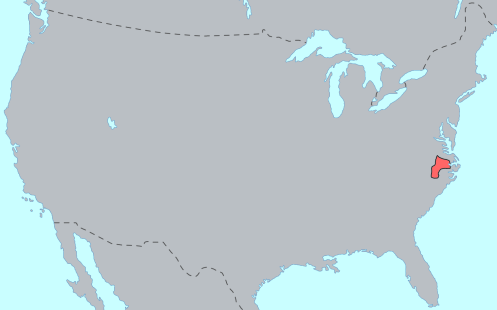
18世紀前的塔斯卡洛拉人主要分布地區

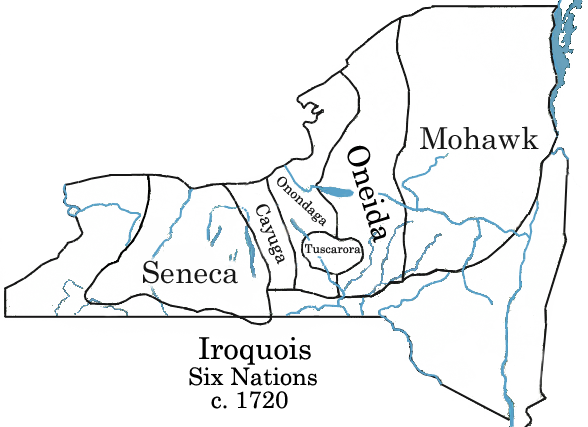
1722年塔斯卡洛拉人加入後的易洛魁六族同盟

18世紀初期，塔斯卡洛拉人主要分布在美國的北卡羅萊納州附近，塔斯卡洛拉戰爭後，南塔斯卡洛拉人向北遷移到五大湖區附近（今日美國紐約州）。現在，塔斯卡洛拉人主要分布在美國的紐約州、賓夕法尼亞州及加拿大的安大略省東南部，還有少部分分布在美國的北卡羅萊納州。

### 人口
目前塔斯卡洛拉人的人數約17,412人

### 語言
塔斯卡洛拉語（塔斯卡洛拉語：Skarù:ręˀ）屬於易洛魁語系的北易洛魁語族的塔斯卡洛拉-諾托韋語支，現在大多數塔斯卡洛拉人使用英文，只有少部分耆老還使用塔斯卡洛拉語。
塔斯卡洛拉語屬於瀕危的語言，在1970年代中期，只有約52個人會說塔斯卡洛拉語。現在，在美國紐約州劉易斯頓的塔斯卡洛拉學校會教塔斯卡洛拉語，為的是使其繼續留存。
塔斯卡洛拉人以前沒有文字，現在塔斯卡洛拉語已用羅馬字母拼音寫成塔斯卡洛拉文，並且有字典出版。

#### 發音系統

##### 元音
塔斯卡洛拉語有4個口腔元音、一個鼻化元音，沒有任何雙元音。依元音發音的長短又可以區分成8種口腔元音 /i ɛ a u iː ɛː aː uː/和兩種鼻化元音 /ə̃ ə̃ː/. 鼻化元音會加上一個ogonek來表示，長元音後面會加上一個冒號⟨ : ⟩。
|          | 前元音   | 中元音   | 後元音   |
| -------- | -------- | -------- | -------- |
| 閉元音   | /i/ /iː/ |          | /u/ /uː/ |
| 半開元音 | /ɛ/ /ɛː/ | /ə̃/ /ə̃ː/ |          |
| 開元音   | /a/ /aː/ |          |          |

通常塔斯卡洛拉語的/ə̃/ 都被寫成ę。因此，在塔斯卡洛拉語的書寫系統裡，元音為 a e i u ę。

##### 輔音
塔斯卡洛拉語裡有10個輔音，包括3個塞音  (/k/, /t/, 和/ʔ/)，3個擦音 (/s/, /θ/, 和 /h/),，1個鼻音(/n/)，1個捲舌音(/ɾ/)，和2個滑音(/w/ 和/j/). 後四個音可以被歸類為響音。(Mithun Williams, 1976) 
|        | 齒音  | 齒齦音 | 齦齶音 | 軟齶音 | 聲門音 |
| ------ | ----- | ------ | ------ | ------ | ------ |
| 鼻塞音 |       | n [n]  |        |        |        |
| 塞音   |       | t [t]  | (č t͡ʃ) | k [k]  | ʔ [ʔ]  |
| 擦音   | θ [θ] | s [s]  |        |        | h [h]  |
| 捲舌音 |       | r [ɾ]  |        |        |        |
| 近音   |       |        | y [j]  | w [w]  |        |

塔斯卡洛拉語裡也可能有/b/ 和/f/這兩個音素， 而這兩個音素只可能出現在使用外來語的時候。音素輔音群的/sj/ 被理解為 清顎齦擦音[ʃ]。

#### 文字
塔斯卡洛拉語常用詞彙如下：
| 英文   | 中文 | 塔斯卡洛拉文  |
| ------ | ---- | ------------- |
| one    | 一   | Ę:chi         |
| two    | 二   | Né:kti:       |
| three  | 三   | Áhsę          |
| four   | 四   | Hę'tahk       |
| five   | 五   | Wísk          |
| man    | 男人 | Rę:kweh       |
| woman  | 女人 | Akę:kweh      |
| dog    | 狗   | Chír or Gís   |
| sun    | 太陽 | Híhte'        |
| moon   | 月   | Í:ka'r        |
| water  | 水   | Híhte'        |
| white  | 白色 | Uhwaryá:kę'   |
| yellow | 黃色 | Uchi'tkwáhneh |
| red    | 紅色 | Katkwarà:yę'  |
| black  | 黑色 | Kahęschi      |
| eat    | 吃   | Rachù:rih     |
| see    | 看   | Ratkáhthuhs   |
| hear   | 聽   | Rathęhna:ch   |
| sing   | 唱   | Ra'nwę'è:ręh  |

## 社會、家庭與婚姻

### 氏族制
塔斯卡洛拉人屬於母系社會且行母系繼嗣，其社會分成多個氏族。一說是其社會分成七個氏族並以動物作為其代表，分別為熊氏族、龜氏族、狼氏族、海狸氏族、鰻氏族、鹿氏族和鷸氏族。
另一說為其社會分為八個氏族，分別為熊氏族、海狸氏、大龜氏族、鳗氏族、灰狼氏族、黄狼氏族、小龜氏族、鹬氏族，早期曾經有鹿氏族，但鹿氏族已滅絕，而早期的狼氏族則分成灰狼氏族和黄狼氏族，龜氏族也分成大龜氏族和小龜氏族。而這八個氏族又可以分為兩個胞族，第一胞族為熊氏族、海狸氏、大龜氏族、鳗氏族，第二胞族為灰狼氏族、黄狼氏族、小龜氏族、鹬氏族。同一胞族的各氏族戶稱為兄弟氏族，而對其他胞族的氏族則稱為從兄弟氏族，而分成兩個胞族的目的在於異族通婚。
基本上，住在同一長屋裡的女人和小孩屬於同一氏族，而女人的丈夫則屬於他出生的家庭所屬的氏族，同一氏族的人不能互相通婚。

### 親屬稱謂
塔斯卡洛拉人的親屬稱謂屬於易洛魁型（二分合併型），用四種稱謂來稱呼雙親的世代。他們會使用同一個稱謂來稱呼父親及其兄弟，稱呼母親及其姐妹時也會使用同一稱謂，而對母親的兄弟或是父親的姐妹則是使用不同稱謂。他們對同輩親屬的稱呼以性別作區分，相同性別使用同一稱呼。

### 長屋
長屋對於塔斯卡洛人而言是一個儀式上和精神上的聚集地，它是由木頭建造而成，建築內部包含木頭地板和兩個朝向中心的壁爐，兩個壁爐之間有間隔，除此之外還有沿著牆壁的長凳。女人由長屋西邊的門進入，而男人則是由東邊的門進入屋內，另外，氏族裡成員各有其特定的座位，像是氏族母親和氏族首領會坐在代表榮譽的位置。

### 婚姻
在塔斯卡洛拉人的婚禮，新郎和新娘必須發誓愛著彼此、彼此的民族、彼此的氏族和彼此的家庭，然後女方和男方互贈一籃食物，象徵彼此會滋養對方，而新郎和新娘的家長也必須聲明他們的子女已經準備好步入婚姻。

## 產業與生活

### 狩獵與農耕
早期的塔斯卡洛拉人從事農耕與狩獵，其中種植的作物有玉米、南瓜及一些豆類，其中又以玉米為最重要的農作物。塔斯卡洛拉人會把玉米弄乾後碾碎，碾碎後可以加入湯中抑或是做成麵包。雖然塔斯卡洛拉人有種植的習慣，但他們還是十分依賴以狩獵來獲取野生動物。在漁獵方面，他們會釣魚及捕捉小龍蝦。除此之外，塔斯卡洛拉人還會利用陷阱或是打獵的方式來捕捉獵物，像是：熊、水獺、浣熊、松鼠和火雞等，其中又以鹿為其主要的肉來源。
塔斯卡洛拉人的居住地附近還有山胡桃、美洲防風（wild parsnips）、蕪菁、美洲栗子（allegheny chinquapin nuts）、漿果等植物，塔斯卡洛拉人也會採集這些植物做為食物來源。男人和女人都會從事採集食物，而男人除了食物採集外還會狩獵和準備種植需要的土地。

### 生活
塔斯卡洛拉人非常了解自然環境，為了善用自然環境提供的資源，塔斯卡洛拉人一年遷徙兩次。在春天和夏天的時候，他們會待在河流附近，並從事農耕及漁獵；等到秋天，他們會從河流附近遷往沿海平原內陸的狩獵區，並在那裏待整個冬天。
塔斯卡洛拉人的村莊在不同地方有不同的樣貌。在夏天，他們村莊裡的房屋之間的間隔會較遠，而田地通常夾在房子之間。此外，他們的屋子多呈現圓形和橢圓形，而牆壁則是利用小樹苗做成，並把許多小樹苗聚在一起做成屋頂。在秋天和冬天，塔斯卡洛拉人在建造房屋時，會使其之間的間隔較小，房屋外形為矩形而且屋頂呈脊狀，並在屋房鋪上樹皮以防止寒冷又潮溼的天氣。

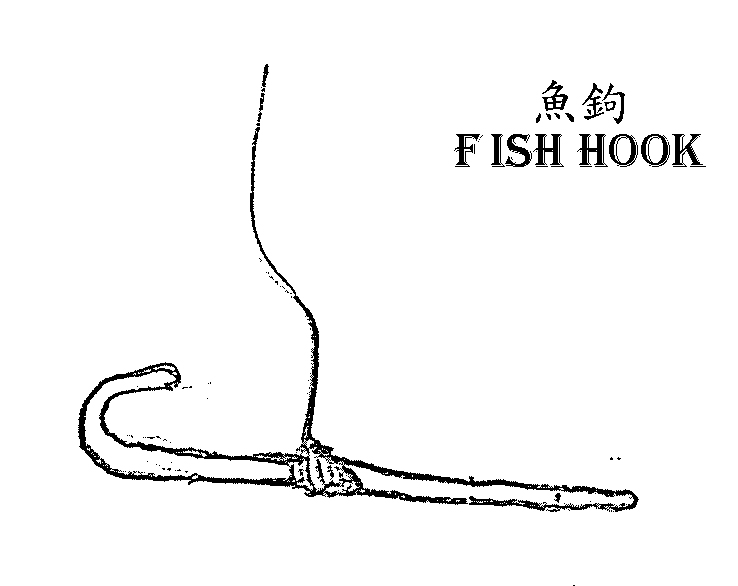
塔斯卡洛拉人用動物骨頭製成的魚鉤示意圖

在日常生活用品方面，塔斯卡洛拉人會自製項鍊及耳環，這種耳環是利用穀米螺（Marginella）的貝殼製成，這種貝殼是透過與阿爾岡昆人交易而獲得。除了貝殼製成的項鍊及耳環，銅製的飾品也是十分受塔斯卡洛拉人歡迎，他們透過與西方人交易來獲得銅。而關於工作相關的工具方面，狩獵的弓和箭是木製的，弓箭的箭頭、刀子和刮刀則是利用石頭削製而成。除此之外，他們還會製作磨刀石、鋤頭等用品。塔斯卡洛拉人也會把動物骨頭刻成條狀來做成魚鉤。在儲存或是烹煮食物時，塔斯卡洛拉人會利用他們自製的陶罐。他們所製作的陶罐的樣式和阿爾岡昆人的不太一樣，有些塔斯卡洛拉人會把織品放在還未乾掉的陶器表面，然後用木拍輕輕拍打，使織品在陶器表面留下痕跡作為一種裝飾。除此之外，他們也會利用刻線條或是在陶罐的邊緣上用蘆稈戳洞來裝飾陶罐。

### 服飾
早期的塔斯卡洛拉男性穿腰布和綁腿布，而女性則穿圍裙和短的綁腿布。塔斯卡洛拉人的服飾跟其他易洛魁部落不一樣的地方在於塔斯卡洛拉人會穿用麻製成的襯衫，而塔斯卡洛拉女性經常會穿長的束腰外衣。此外，塔斯卡洛拉人通常會穿鹿皮軟鞋。在被歐洲人殖民的時候，塔斯卡洛拉人開始適應並且穿歐洲人的服飾，並且利用珠子和貼花的彩帶為衣服做裝飾。
塔斯卡洛拉人不像蘇族那樣戴長長的頭飾，他們的男性通常會穿戴易洛魁人的頭飾，此種羽毛頭飾代表著不同部落的標記（塔斯卡洛拉人的頭飾是用火雞的羽毛製成而非使用老鷹的羽毛），而女性則是會戴用珠子串成的頭飾。在戰爭時期，塔斯卡洛拉的男人會剃掉他們的頭髮，除了scalp lock（印第安人故意留在頭皮上向敵人挑戰的一撮頭髮）或頭頂垂下的髮飾之外，這種頭髮的造型被稱為roach或是「莫霍克」。而塔斯卡洛拉的女人只有在哀悼時才會剪頭髮，平常她們會把頭髮綁成一條長長的髮辮。
現在仍有一些塔斯卡洛拉人會穿鹿皮軟鞋和串珠襯衫，但他們已不再穿腰布，而是穿現代的衣物，比如牛仔褲等。他們只有在特殊的場合，比如要跳舞時，才會在頭上戴羽毛。

## 信仰與節日

### 傳統宗教
易洛魁人皆相信有一個至高無上的神靈叫歐倫達（Orenda），其他的神靈皆來自於歐倫達。傳說阿塔亨絲克（Atahensic，又作Ataensic，天女之意）在創造時期從天上掉下來並被鳥帶到地球上。阿塔亨絲克從天上掉下來後，生了一對雙胞胎哈桂迪尤（Hahgwehdiyu）和哈桂戴加（Hahgwehdaetgah）。阿塔亨絲克在分娩時去世，她被視為是代表懷孕、生育和女性所有技能的女神，哈桂迪尤把一株植物放入他母親的遺體中，從中長出了玉米，而他把玉米作為禮物送給了人類；另外他的雙胞胎哈桂戴加被視為邪惡的神靈。
如同其他易洛魁聯盟的部落，塔斯卡洛拉人相信冬天代表死亡的時期，地球母親在這時期進入漫長的睡眠，且許多植物在這時間枯萎。但當春天來臨時，萬物開始生長，地球母親從長眠中醒過來並再次給予萬物生命。楓樹樹液、莓果及玉米種植的慶典被視為精神的本質。此外在冬天，塔斯卡洛拉人有一個長達八天的節日，節日的目的在於給予感謝及遺忘過去的錯誤。
在19世紀初，帥湖的講道很受塔斯卡洛拉人的歡迎。帥湖是易洛魁聯盟的一位塞尼卡人宗教領袖，他教導有關耶穌的教義，並把傳統的慶典與基督教式的認罪結合在一起，並呼籲印地安人應該遠離酒精。他所教導的一切最後被納入長屋信仰中，而至今長屋信仰仍有追隨者。

### 基督教
現在，塔斯卡洛拉人的信仰以基督教為主。

### 塔斯卡洛拉族野餐和野外日
塔斯卡洛拉族野餐和野外日（The Tuscarora Nation Picnic and Field Day）大概從1840年開始舉辦，這個節日是尼加拉郡舉行的所有戶外節日中歷史最為悠久的，而其開始舉辦的確切年代並不確定。在第二次世界大戰期間，節日並沒有舉行。
前100屆野餐和野外日的主要舉辦地點在尼加拉郡瓦爾莫爾路（Walmore road）東邊的樹林，節日的目的在於慶祝，並開放一般民眾參加。在早期，野餐和野外日的活動包括跑步、袋棍球比賽和塔斯卡洛拉人吹奏短號的表演。在節日當天，人們可以帶午餐並和他們的家人及親戚一起享用。
1939年開始，節日改在塔斯卡洛拉印地安學校的北邊舉行，而節日的活動增加了娛樂性的活動、當地的美食而當地的小販會販賣手工藝品。第一屆的塔斯卡洛拉公主競選在1964年舉行，同時節日舉辦的時間也延長為兩天。1980年，比賽的項目增加了10公里的賽跑和2.5英里的趣味賽跑。近年，節日還擴大舉行了庫斯克奔馬蹄紀念賽、易洛魁煙舞舞蹈比賽和瑪格麗特·威廉姆斯紀念塔斯卡洛拉募集串珠比賽。

## 藝術與文學

### 藝術
串珠、編籃和木雕都屬於塔斯卡洛拉人最常見的工藝。塔斯卡洛拉人也會製作使用白色和紫色的貝殼製作貝殼串珠，它除了是工藝品外也可作為交易的貨幣，但最大的用途在於作為一種重要的文化藝術品。

### 神話人物
塔斯卡洛拉人流傳的神話人物如下：
- Sky-Woman：是塔斯卡洛拉的神話裡的母神，據說是從天上的洞掉下來。
- 右撇子（塔斯卡洛拉語：Ka'tikenhrakwahst）與左撇子（塔斯卡洛拉語：Ka'tikenhra:ksen）雙胞胎：是Sky-Woman的雙胞胎兒子或是孫子，也是人類的創造者。右撇子（通常被稱為 Good Spirit 或 Good Mind）是塔斯卡洛拉人的恩人，他殺死怪物且製造許多東西來幫助人類；而他的雙胞胎兄弟左撇子（通常被稱為 Bad Spirit 或 Bad Mind）是邪惡的且會帶來破壞。
- Sky-Holder（塔斯卡洛拉語：Tharenhyawa:ken）：是塔斯卡洛拉神話裡的至高神，他是一個仁慈的老師和世界的看管人，在很多的易洛魁社會裡Sky-Holder被視為和Good Spirit相同的存在，但在塔斯卡洛拉的部落裡，Sky-Holder 通常被視為獨特的存在。
- The Thunders：是暴風雨神靈，住在天空且會造成打雷及閃電，他們的首領為the thunder god Hine（也可以稱作 Hinen 或 Heynuh），the thunder god Hine會保護人們，使其不會被水怪攻擊。
- Onatah：玉米的神靈，是一位重要的生產女神，也是塔斯卡洛拉的三姊妹中的其中一位。
- Stone Throwers（塔斯卡洛拉語：Enkwehsayen）：是塔斯卡洛拉的民間故事裡的矮人，他們是如侏儒一般的自然神靈，身高約兩英尺高。
- Stone Coat（塔斯卡洛拉語：Thunenhyarhen）：是易洛魁神話裡的巨人，擁有如石頭般堅硬的皮膚。
- Flying Head（塔斯卡洛拉語：Kunenhrayenhnenh）是一個有巨大且無形的頭的怪物，會在特別暴力的謀殺中被製造出來。
- Naked Bear（塔斯卡洛拉語：Uya'kwaher）：是一個巨大且無毛的熊怪，有些人把他們聯想為猛瑪象。
- Hoop Snake（塔斯卡洛拉語：Ti'karenweh）：是神話中的水神靈，其大小及形狀和普通的蛇差不多，但其本身具有強大的力量，在塔斯卡洛拉的神話裡Hoop Snakes 住在水下且人們害怕會被其抓走且拖進水裡。
- The Great Peacemaker and Hiawatha：傳說是易洛魁聯盟的創立者及the Great Law的創立者。
- Godasiyo：是傳說中塔斯卡洛拉部落的女酋長。

### 傳說

#### 玉米神靈
很久以前，有一個村莊，村莊因為神的庇佑所以他們每年種植的玉米都有好收成，久而久之，村莊裡的人們便視之為理所當然，於是他們不再為田地除草且放任孩子在玩耍時踐踏玉米稈，而當收成的時刻來臨時，人們並沒有如以往般辛勤的採收，只有鳥兒食用大部分沒有被採收的玉米，人們浪費玉米的數量超過於他們食用的量，他們把玉米丟給狗兒吃，另外他們也如往常般把一些玉米曬乾以備冬天的時候可以食用以及春天時可以當作種子播種，他們把這些曬乾的玉米放在儲物籃裡以度過冬天，雖然村莊裡的人們依舊如往常做相同的事，但這一次他們做的非常漫不經心，他們做的儲物籃不是容量不大，不然就是籃子沒有覆蓋好。人們說：「縱使玉米被破壞，我們依然可以以狩獵維生。」因此人們不再尊重玉米，他們甚至不再感謝賜給他們好運的造物主表達謝意，只有一個人還記得表達他的尊重，他的名字叫Dayohagwenda，Dayohagwenda仍細心地照顧他的田地、辛勤地除草、好好儲存他的玉米並且對造物主表達他的謝意，他對於村裡其他人對待玉米及造物主的態度感到難過。
那年的秋天，人們開始狩獵，但他們發現他們無法找到任何獵物，就好像森林裡的麋鹿、兔子全都消失了一般，他們轉而釣魚，但是卻發現河流和湖都是空的，最後，他們只後在儲物籃裡找食物，卻發現因為他們沒做好籃子因而讓玉米掉落在地上，所以大部分的玉米被老鼠吃完了，而剩下的部分卻也腐敗了，人們說：「我們該怎麼辦？我們將會餓死。」此時，Dayohagwenda正漫步在森林裡，他回想著他村莊裡的人不再尊重玉米且不再表達他們的謝意，在他漫步的途中，他發現了一條古老的小徑，這條小徑通往森林裡的一塊空地，在空地的土堆上有一棟樺樹皮製成的小屋，小屋地四周長滿了雜草，而小屋前方有一位身穿破爛衣服的老人除草，Dayohagwenda對老人說：「老爺爺，你為什麼要除草？」老爺爺回答：「因為你村莊裡的人已經把我遺忘了所以我只好自己除草。」Dayohagwenda又問：「那你身上的衣服為何破破爛爛的？」老爺爺回答：「我的衣服之所以破爛是因為你村莊裡的人把我丟給了他們的狗」Dayohagwenda又問：「那為何你看起來髒兮兮的？」老人回答：「因為你村莊裡的人讓孩子們在我身上亂踩。」Dayohagwenda又問：「那為何你的小屋附近長滿了雜草？」老人回答：「因為你們村莊裡的人不再照顧我了，現在我必須要走了，我絕對不會再回來幫助他們!」聽完老人的回答，Dayohagwenda明白他眼前這位衣著破爛的老人就是玉米神靈，Dayohagwenda說：「老爺爺拜託你不要走，我依然仍如以往般尊重您，我將會回去我的村裡並使村里的人回想起要如何對待、尊重您。」聽帶這老人停下除草的動作，並對Dayohagwenda說：「孩子，我依舊會待在你身邊，假如你村子裡的人重新開始尊重我，我將不會離開他們。」聽到此，Dayohagwenda決定返回村落。
回到村落後，Dayohagwenda聽到人們說他們將會餓死因為他們的玉米沒了，他們沒有其他的食物了!聽到此，Dayohagwenda把他在森林裡所遇到的一切告訴了人們，並且告訴他們因為他們遺棄了玉米神靈，所以玉米神靈將要離開他們了!聽到這，人們說：「一旦玉米神靈離開我們，我們一定會餓死的。」Dayohagwenda回答：「不會，玉米神靈告訴我，只要我們如以前一樣尊重他，他會回到我們身邊並且幫助我們度過冬天。」說完後，Dayohagwenda開始從他的儲物籃裡拿出他儲藏的玉米，他發現那些玉米竟然比他原本儲藏的還要多，多到可以幫助村人度過冬天，甚至還可以留到春天播種，從此之後，Dayohagwenda的村莊裡的人如以往般對玉米表達他們的尊重、辛勤照顧玉米，並且製作良好的籃子來儲存玉米，在豐收時，他們會唱感恩的歌曲，最重要的是他們不再忘記要對玉米及他們遇到的好事表達感謝，他們教導每一個後代要做同樣的事，直至今日依然持續。

#### 巨蚊
很久以前，有一隻巨大的蚊子，他比熊還要大、還要恐怖，當他在天空中飛的時候，他的龐大身軀會擋住太陽，使天空黑暗如夜晚一般，當他揮動翅膀時會產生比風暴還要強烈的風，當這隻巨大的蚊子感到飢餓時，他會飛入人們的營地並抓走一個或是兩個人，並把他們吃得一乾二淨，戰士們一次次試圖利用弓箭射殺這只怪物，但卻一次次失敗，人們不知道如何解決他，因此，部落裡的酋長與巫醫決定舉辦一場大會議來祈求創造者幫助他們殺死這隻巨大的蚊子，在這場會議中，人們燃起大火、唱歌、跳舞且祈禱，這時，蝙蝠與蜘蛛聽到了人們的祈求，並決定幫助人們解決大蚊子。
蝙蝠飛上天空尋找大蚊子準備和他決鬥而蜘蛛則是織了一張巨大的蜘蛛網用來抓住大蚊子，大蚊子得知這個消息，且他明白自己打不贏蝙蝠，所以他決定要逃跑，大蚊子飛行的速度極快，比閃電還要迅速且沒有人可以看的到他，只能從大蚊子揮動翅膀的聲音來判斷他的方向，但大蚊子身後的蝙蝠也用同樣的速度追趕他，大蚊子飛過湖、飛過河流且飛過山一路朝東方逃逸，他身後的蝙蝠也一路追趕他，大蚊子用像老鷹般迅速的速度飛向海洋，但他也快被蝙蝠追上了，當太陽快要下山之際，巨大的蚊子飛到了東邊一座巨大的湖，眼看快身後的蝙蝠越來越靠近他，他就往東邊飛去結果卻撞上了蜘蛛所織成的大網，這時蝙蝠和蜘蛛迅速地打敗了巨大的蜘蛛，大蚊子的血液四濺，就在這時，奇怪的事情發生了，大蚊子飛濺的血液中生出了一隻隻的小蚊子，他們有尖銳的口器，當這些小蚊子產生後飛向四方，這些蚊子利用口氣來攻擊所有動物但卻又不造成傷害，這是發生在很久很久以前的事，但今日的蚊子都有尖銳的口器，而蝙蝠依然會在夜晚時捕殺這些蚊子而蜘蛛則是會繼續織網來捕捉這些蚊子。

## 現況
現在的塔斯卡洛拉人主要分布在美國紐約州，在當地有一所塔斯卡洛拉印地安小學，大部分的塔斯卡洛拉人以信仰基督教為主，語言的部分則是以英語為主，現在只有一些耆老還會使用塔斯卡洛拉語，而塔斯卡洛拉語雖然面臨瀕危的情形但已有部分的年輕人開始學習塔斯卡洛拉語，塔斯卡洛拉語已經有文字並有字典出版。